# علي أباد مطلب خان (قهاب صرصر)
علي أباد مطلب خان (بالفارسية: علی‌آباد مطلب‌خان) هي مستوطنة تقع في إيران في قسم قهاب صرصر الريفي. يقدر عدد سكانها بـ 81 نسمة .